# República do Pampa

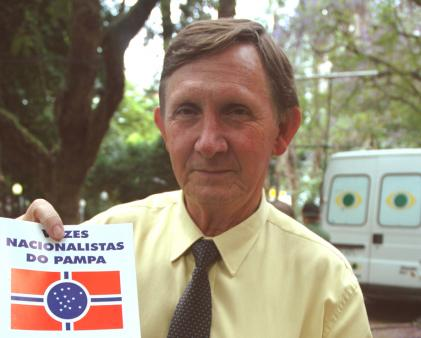
Foto de Irton Marx com a bandeira do movimento

República do Pampa, República dos Pampas (ou Movimento pela Independência do Pampa) é um movimento separatista, não organizado e pacífico, com o objetivo de autodeterminação do estado do Rio Grande do Sul. Foi iniciado pelo político e jornalista brasileiro Irton Marx, em 18 de fevereiro de 1990. Na época, a Polícia Federal brasileira apreendeu todo o material publicitário relacionado ao movimento, que já contava com setecentas comissões em municípios na região sul do Brasil, tendo um livro e uma bandeira publicados.

## Precedentes e motivos
A ideia de se criar um estado independente no Rio Grande do Sul vem da época em que houve a Revolução Farroupilha, quando as províncias de São Pedro do Rio Grande do Sul e Santa Catarina formaram as repúblicas Rio-Grandense e Juliana, as quais nunca alcançaram emancipação legítima de fato. É importante ressaltar que os motivos que inspiraram a Revolução Farroupilha não foram os mesmos que inspiram o movimento da República dos Pampas. Marx assinala que o Tratado do Ponche Verde, que trouxe fim à Revolução Farroupilha, não teria extinguido a independência do Rio Grande do Sul, e evidência disso seria a bandeira do estado, que traz a inscrição "República Rio-Grandense". O idealizador do movimento se baseia ainda na autonomia, segundo ele de jure, do Rio Grande do Sul.
O movimento da República dos Pampas se deve às diferenças (ou uma percepção coletiva delas) nos aspectos culturais e econômicos do Rio Grande do Sul em relação ao resto do Brasil, além de um suposto mal tratamento dado pela União ao estado gaúcho e à corrupção no governo federal brasileiro.